# 11. ceremonia wręczenia Złotych Globów
11. ceremonia wręczenia Złotych Globów odbyła się 22 lutego 1954 roku.

## Laureaci i nominowani
Laureaci nagród wyróżnieni są wytłuszczeniem

### Najlepszy film dramatyczny
- Tunika

### Najlepszy film komediowy lub musical
- nie przyznano

### Najlepsza aktorka w filmie dramatycznym
- Audrey Hepburn – Rzymskie wakacje

### Najlepsza aktorka w filmie komediowym lub musicalu
- Ethel Merman – Call Me Madam

### Najlepszy aktor w filmie dramatycznym
- Spencer Tracy – Aktorka

### Najlepszy aktor w filmie komediowym lub musicalu
- David Niven – Niebieski księżyc

### Najlepsza aktorka drugoplanowa
- Grace Kelly – Mogambo

### Najlepszy aktor drugoplanowy
- Frank Sinatra – Stąd do wieczności

### Najlepszy reżyser
- Fred Zinnemann – Stąd do wieczności

### Najlepszy scenariusz
- Helen Deutsch – Lili

### Najlepszy kobiecy debiut
- Pat Crowley
- Bella Darvi
- Barbara Rush

### Najlepszy męski debiut
- Richard Egan
- Steve Forest
- Hugh O’Brian

### Film promujący międzynarodowe zrozumienie
- Little Boy Lost

### Nagroda Henrietty
- Alan Ladd
- Marilyn Monroe
- Robert Taylor

### Nagroda im. Cecila B. DeMille’a
- Darryl F. Zanuck

### Nagroda Specjalna
- Walt Disney